# Periplaneta lata
Periplaneta lata es una especie de cucaracha, un insecto blatodeo de la familia Blattidae.

## Taxonomía
Fue descrito por primera vez en 1786 por Herbst. 